# 阿諾德遠征魁北克

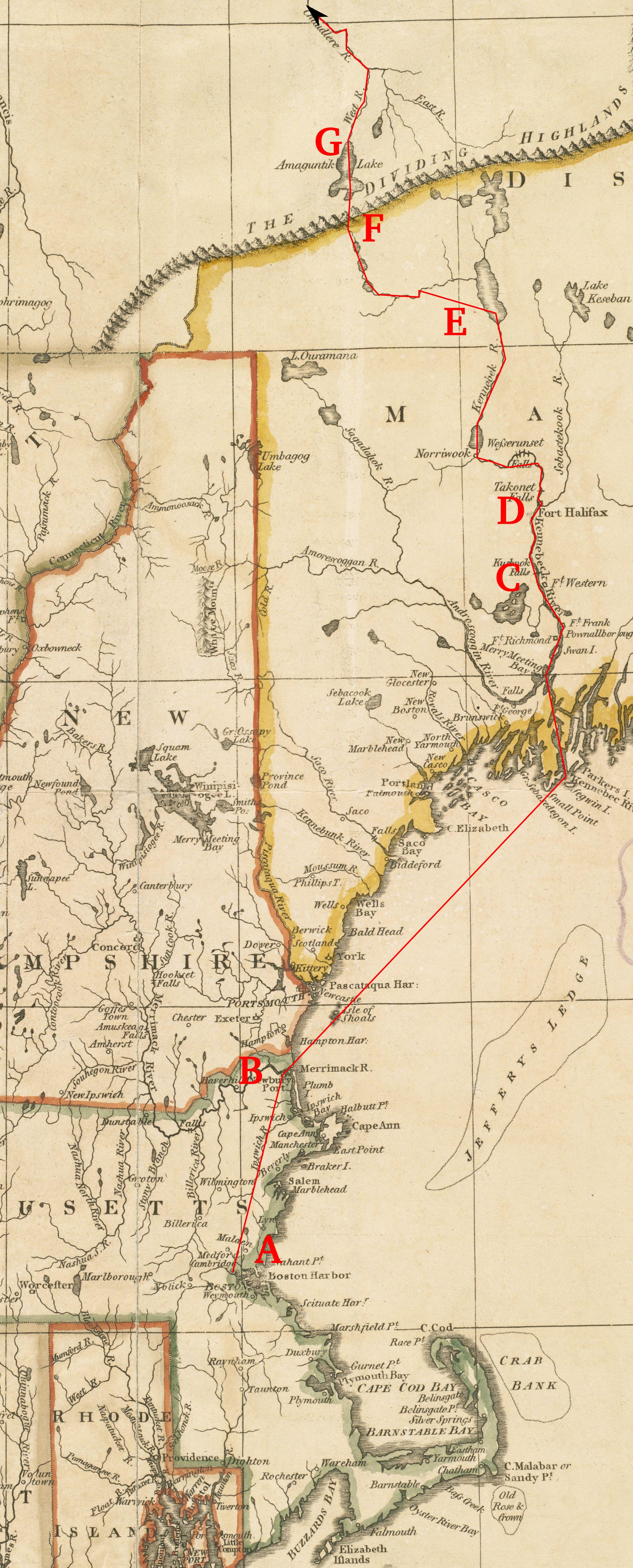
阿諾德遠征的局部路線圖：
A：劍橋
B：紐伯里波特
C：西堡
D：哈利法克斯堡
E：步向死河（陸上運船帶，The Great Carrying Place）
F：死河池塘及阿帕拉契山脈分水嶺
G：美瑾蒂湖
G後：順流而下往魁北克市
- 注：美瑾蒂湖東部尚有蜘蛛湖（Spider Lake），於這幅1795年地圖未有顯示。

阿諾德遠征魁北克（英語：Benedict Arnold's expedition to Quebec），為大陸軍班內迪·阿諾德上校由麻薩諸塞州劍橋行軍至魁北克市的過程。
1775年6月，第二次大陸會議決定由提康德羅加堡派軍，遠征加拿大。當時沒有指揮的阿諾德，提議大陸議會組織另一支軍隊，穿越今日緬因州的荒野及山地，由東面夾擊魁北克市，並獲得議會及大陸軍總司令華盛頓准許。9月阿諾德帶領約1,100人出發，歷盡艱辛，在11月9日抵達魁北克市外，其時全軍只剩下600餘人。這些軍隊與理查德·蒙哥马利的提康德羅加部隊會合後，在同年12月圍攻魁北克市。

## 背景及準備
1775年5月，班內迪·阿諾德上校帶領北美反叛民兵攻佔提康德羅加堡，開始威脅到英屬魁北克省的英國駐軍。由於波士頓之圍陷入僵持狀態，第二次大陸會議開始擔心英軍從加拿大南下夾擊，故此議會開始籌備進攻加拿大。
阿諾德在6月向議會提出第一份進攻方案，建議由皇冠岬堡出發，帶1,000人進攻圣让堡及鄰接的尚布利堡，然後繞過黎塞留河的其他堡壘，直接攻打蒙特利爾。這個方案雖然獲得議會及大陸軍總司令華盛頓同意，但阿諾德卻同時遭到麻薩諸塞及大陸議會輕視，未獲任命為北伐指揮官。與此同時，阿諾德在提康德羅加堡的指揮權，又被新近抵埗的康涅狄格州領袖班傑明·軒文上校取代，結果阿諾德憤而辭職回鄉。
不過，阿諾德仍然渴望領兵出征。8月阿諾德前往大陸軍在波士頓戰場的指揮部劍橋，向總司令華盛頓提交第二份進攻方案。阿諾德提議撥出部分劍橋的民兵，先到港口紐伯里波特乘船出海，在肯尼貝克河河口登陸，然後乘小艇溯河北上，再用人力搬運船隻，經陸上運船帶（Carrying），越過阿帕拉契山脈的分水嶺（加拿大人稱之為Height of land），再穿過美瑾蒂湖，最後沿绍迪耶尔河（音譯邱迪爾河）順流而下，直達聖勞倫斯河南岸。據阿諾德估計，由肯尼貝克河南面的西堡到魁北克市，約需20日近290公里路程。
阿諾德的計劃，主要是根據英軍工兵約翰·孟崔瑟於1760年製作的地圖而訂。然而孟崔瑟的地圖，並沒有如阿諾德所相信般準確。比如在梅瑾蒂湖東部，尚有一個細小的蜘蛛湖（Spider Lake），但在孟崔瑟的地圖卻沒有出現。分水嶺兩面的山地亦沒有清楚描繪，使陸上運船的路程難以預估。
不論如何，華盛頓同意阿諾德的方案，但先在8月20日寫信，徵詢西路軍指揮官菲力·斯凱勒少將的意見。華盛頓同時請緬因加德納的造船者魯賓·柯本為阿諾德建造小艇。加德納位處肯尼貝克河下游，正好方便建造。此外，柯本曾請加德納的量地員為阿諾德提供詳細的區域地圖，不過該名量地員卻是同情效忠派一方，故意提供不實地圖給阿諾德。最後，華盛頓亦聯絡阿本拿基族族長，爭取原住民支持或保持中立。阿本拿基族最終派出四人隨同遠征。
9月2日，華盛頓收到斯凱勒的答覆，同意阿諾德的遠征計劃，旋即在劍橋徵集民兵及補給，而阿諾德也托一名紐伯里波特商人準備渡海船隻。其時邦克山戰役已經結束近三個月，波士頓圍城戰陷入僵局，圍城民兵已經厭倦等待，故此反應熱烈。阿諾德從中挑選了750人，並編組成兩個營。而丹尼爾·摩根則率領250人另組一營來投。摩根的步兵主要來自維珍尼亞及第1賓夕法尼亞軍團，這些民兵長年在曠野生活，並不適應圍城生活，甚至到處生事，卻正好適合遠征行動。部分隨行民兵，日後亦活躍於美國政壇，包括阿龍·伯爾、老里滕·J·梅格斯及亨利·迪爾伯恩。至於民兵約翰·約瑟·亨利留下的紀錄，則成為日後史家研究阿諾德遠征的重要資料。

## 劍橋——紐伯里波特——西堡——哈利法克斯堡
9月11日，阿諾德的先頭部隊離開劍橋，前往紐伯里波特海港。阿諾德刻意安排來自附近地區的民兵先行，方便他們順道與家人重聚。13日後衛部隊亦離開劍橋，而阿諾德在購買物資後於15日亦告離境。19日阿諾德的部隊在紐伯里波特上船出海，在同日於肯尼貝克河登陸，最後在22日抵達柯本的造船所，準備下一階段遠征。阿諾德領兵出海期間，英軍已看到其船艦出海，但皇家英國海軍並沒有軍艦前來攻擊。北美英軍總司令托馬士·蓋奇起初判斷阿諾德打算攻打無人防守的哈利法克斯，而新斯科舍省總督也在10月17日下達戒嚴令。要到10月18日，波士頓英軍才確定阿諾德正前往魁北克。
在柯本的造船所，阿諾德發現柯本因時間緊迫，所有小艇俱粗製濫造，而且與預想規格不符。9月23日遠征軍抵達西堡。
阿諾德派出斥候，往肯尼貝克河上游的死河探路，以計算陸路運船的距離。期間阿諾德一度收到莫霍克人在魁北克南岸協助英軍防守的謠言，但選擇置之不理。
9月25日，遠征軍沿著河岸前進，由賓夕法尼亞的民兵開路，先後途經荒廢的哈利法克斯堡（9月26日）及諾里治獲克鎮（10月2日）。軍隊越過諾里治獲克後，便為無人地帶。行軍期間，遠征軍的小艇經常滲水，致使糧食補給變壞，而軍隊也時常要停下維修。此外，軍隊在肯尼貝克河上游也開始遇上瀑布，經常要涉水推船，或繞道陸路，以人力摃抬船隻補給前行。由於天氣寒冷，軍隊開始出現感冒、痢疾等等疫病；再加上持續大雨，令山地變為泥沼，進一步阻礙行軍。遠征軍為繞過諾里治獲克的瀑布，更足足用上一個星期（10月2日至9日），才完成約1.6公里的陸路路程。

## 陸路運船及攀山

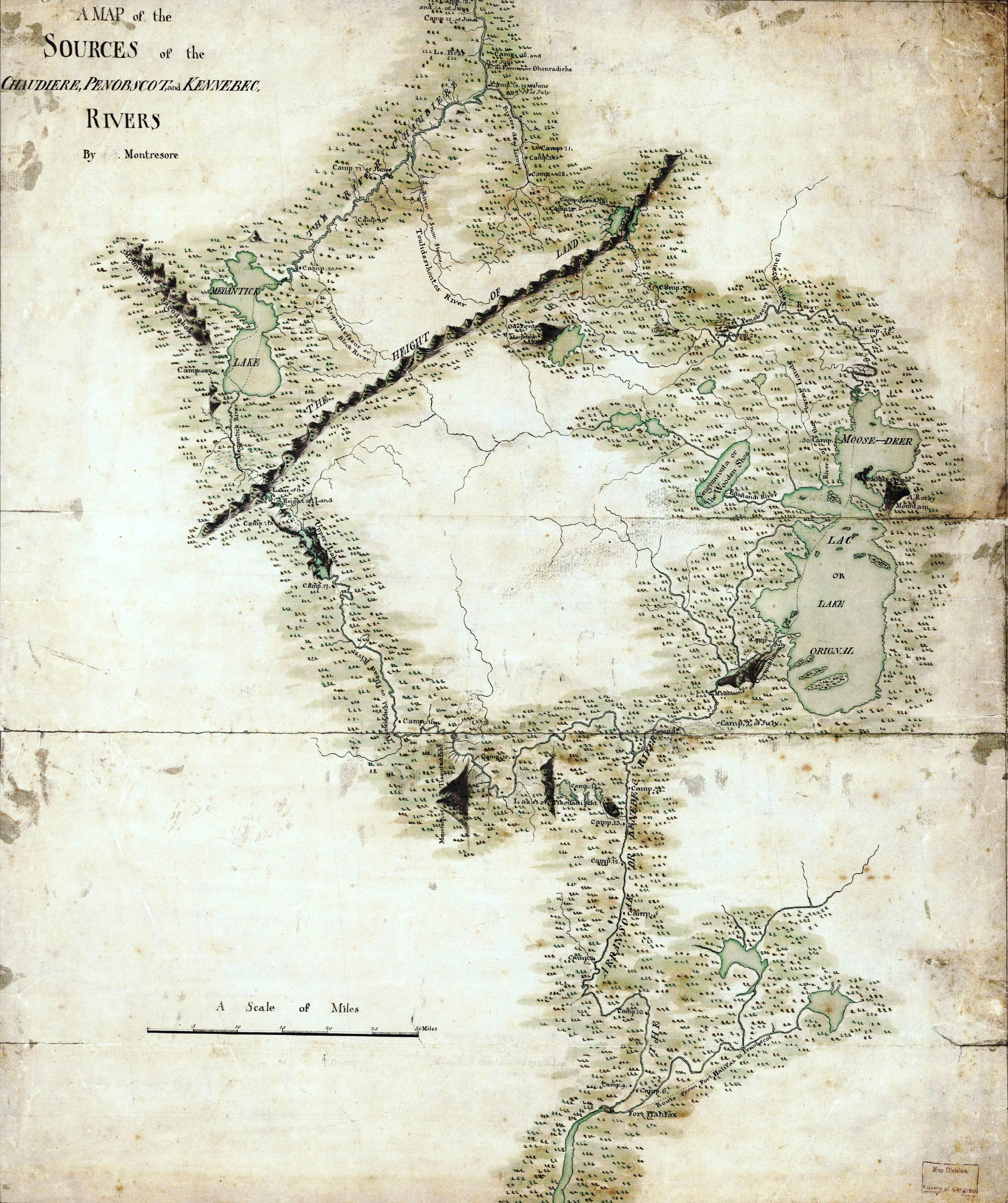
英軍工兵約翰·孟崔瑟於1760年製作的地圖。阿諾德起初正是根據這幅地圖，策劃遠征路線。

10月11日至12日，遠征軍陸續抵達肯尼貝克河上游的中轉站。此後遠征軍要摃抬船隻，沿著池塘往西行19公里，再順著死河攀上分水嶺。這段路程在過去的通商貿易與戰爭也曾使用，被印第安人稱為陸上運船帶。賓夕法尼亞的開路部隊，率先到達死河的首個池塘，並與該處的斥候會合。這些斥候因用盡補給，已經連續多日捱餓，只能以打獵捕魚勉強維生。受到大雨、下雪、泥沼及疫病影響，遠征軍要到10月16日，才整體到達死河。這段時間，阿諾德派人偵察分水嶺山地，並多次往後方寫信報告情況，要求更多補給。由於部分信件被英軍截獲，使魁北克對遠征軍有及早準備。
10月16日至22日之間，遠征軍受惡劣天氣影響，幾乎無法在死河前行。不少糧食更因小艇滲水或翻船而報銷。由於情況惡劣，阿諾德的先頭部隊與殿後部隊各自召開軍事會議，商討是否中止遠征。會後阿諾德的軍官同意繼續前行，但殿後部隊的軍官卻堅持離開。結果殿後的450人全數掉頭撤退。
10月25日，遠征軍的先鋒穿過死河，並首次翻越分水嶺。這批部隊在27日抵達美瑾蒂湖，然後順流而下，途中部分小艇在落下瀑布時損毀。他們也從佩諾布斯科特人口中，得悉聖熱奧爾熱已經不遠。阿諾德抵達美瑾蒂湖後，派人向後方傳達地勢信息，但卻受地圖誤導，沒有提及東面的蜘蛛湖及相鄰地勢。這使後方部分民兵在該處迷路兩日，物資幾乎用盡，亨利·迪爾伯恩的狗也在此段時間被吃掉。

## 順流而下與抵達魁北克
越過美瑾蒂湖後，遠征軍開始順流而下，行軍較為順利。10月30日阿諾德終於遇上民居，並獲得當地居民提供物資及醫療援助。部分民兵樂於支付一切開銷，但亦有民兵向居民賴帳。阿諾德向居民散發華盛頓的信件，請求居民協助，而他本人也保證尊重各人的生命、財產及信仰權利。阿諾德亦從當地人得悉英軍已經準備迎接遠征軍，而摧毀聖勞倫斯河南岸的船隻。
11月9日，遠征軍抵達魁北克市對岸的利維岬，並在一座新澤西商人的磨坊設立總部，搜購船隻渡河。此時遠征軍只剩下約600人，行軍里數比計劃多出270公里，更超時近一個月。11月13日至14日，遠征軍避過兩艘皇家英國海軍船艦的警戒，橫渡聖勞倫斯河，並終於抵達亞伯拉罕平原。
阿諾德抵達魁北克市外，隨即派人向城市招降，但遭守軍以開炮拒絕。此時魁北克市由阿蘭·麥克林防守，駐有150名第84步兵軍團的正規軍、500名紀律鬆散的民兵、及400名皇家海軍陸戰隊。由於阿諾德沒有攻城火炮，再加上民兵早已疲憊，決定暫時退往城西的白楊岬，等待西路軍隊前來會合。當時理查德·蒙哥马利代替重病的斯凱勒指揮西路軍隊，已在11月3日於圣让堡围城战迫使英軍投降。
|  |  |

## 後續影響及紀念
阿諾德與蒙哥馬利在12月3日會師，於12月6日開始包圍魁北克市，卻在31日的魁北克攻城戰落敗。戰後受傷的阿諾德與敗兵向西撤退，歷經數次戰鬥，最後成功返回提康德羅加堡。
帶領部隊於死河掉頭的軍官，事後遭到軍法審判。該名軍官雖獲判無罪，但在審訊時卻遭到同僚劣待，及後也沒有再在大陸軍隊服役。柯本雖為阿諾德建造多艘小艇，但華盛頓、阿諾德以至大陸議會，一直沒有全數支付建造費用。柯本在戰後爭取國會還款不果，致使全家財政崩潰。
魁北克戰役後，大量民兵遭到英軍俘虜。部分俘虜在1776年8月逃走後，又循著阿諾德遠征的路線，反方向逃回麻薩諸塞，並受惠於遠征時遺留於荒野的物資。迪爾伯恩在獨立戰爭結束後，又回到肯尼貝克河定居，並曾出任該區的國會眾議員，後來獲湯瑪斯·傑佛遜任命為美國戰爭部長。
阿諾德遠征的部分路程，以及魯賓·柯本少校之家，分別在1969年及2004年列入美國國家史蹟名錄。